# كلير رومانو
كلير رومانو (بالإنجليزية: Clare Romano)‏ هي رسامة أمريكية، ولدت في 1922 في فورت لي في الولايات المتحدة، وتوفيت في يناير 2017.